# Cruz de la Fuerza Aérea (Estados Unidos)
La Cruz de la Fuerza Aérea (en inglés: Air Force Cross) es la segunda medalla militar más alta que puede ser otorgada a un miembro de la Fuerza Aérea o Espacial de los Estados Unidos, equivalente de la Cruz por Servicio Distinguido y la Cruz de la Armada.
Es otorgada a oficiales y tropa de la Fuerza Aérea de Estados Unidos que se distingan por el extraordinario heroísmo, con peligro y riesgo personal, pero que no justifica la Medalla de Honor, en operaciones militares en contra el enemigo.
Originalmente se le llamó "Cruz del Servicio Distinguido (Fuerza Aérea)", y fue propuesta por primera vez en 1947 , tras la creación de la Fuerza Aérea como una rama separada del Ejército. En julio de 1960 se modificó el nombre al actual " Cruz de la Fuerza Aérea" .
Su primera concesión fue a título póstumo al Mayor Rudolph Anderson, por su extraordinario heroísmo durante la crisis de los misiles de Cuba.
Las concesiones posteriores indican mediante manojos de hojas de roble, y en el reverso de la cruz se graba el nombre del receptor .

## Diseño
Una cruz de bronce con un acabado satinado de óxido. Centrado en el anverso de la cruz hay un águila calva americana, con las alas extendidas ante unas nubes. Alrededor hay una corona de laurel en esmalte verde, con los bordes en oro. El reverso es liso y está preparado para el grabado del nombre del receptor.
Cuelga de un galón azul cielo , con una franja roja y otra gris claro en las puntas (el diseño es el mismo que el de la Cruz del Servicio Distinguido, salvo que la franja azul es mucho más clara , indicando la conexión entre ambas condecoraciones )

## Condecoraciones otorgadas
Hasta abril de 2008 se han otorgado 192 medallas a 188 personas.
- Crisis de los misiles de Cuba - 1
- Guerra de Vietnam -180*
- Incidente del Mayagüez - 4
- Guerra del Golfo - 2
- Batalla de Mogadiscio (Somalia) - 1
- Operación Anaconda - 2
- Se concedieron dos con carácter retroactivo por acciones durante la Segunda Guerra Mundial.

*Durante la Guerra del Vietnam a William H. Pitsenbarger, paracaidista de rescate de la Fuerza Aérea, le fue concedida la Cruz de la Fuerza Aérea a título póstumo, pero posteriormente se le concedió la Medalla de Honor.

## Receptores notables
- Mayor Rudolf Anderson, Jr.
- Teniente coronel James H. Kasler – (tres medallas).
- Capitán Leland T. Kennedy – Guerra de Vietnam, piloto de rescate (2 medallas)
- Teniente coronel James Robinson Risner (2 medallas)
- Coronel John A. Dramesi (2 medallas)